# Настройщик
«Настройщик» — художественный фильм Киры Муратовой, снятый в 2004 году. Картина представляет собой современную интерпретацию мемуаров российского сыщика царских времён Аркадия Кошко, в основу положен рассказ «Нечто новогоднее» из сборника «Очерки уголовного мира царской России» (кн. 2).
Фильм-участник внеконкурсной программы 61-го Венецианского кинофестиваля.
В числе ещё семи фильмов Муратовой входит в список 100 лучших фильмов в истории украинского кино.
Из неиспользованных кадров фильма был создан короткометражный фильм «Справка».

## Сюжет
Главный герой — настройщик роялей Андрюша — одновременно счастливейший и несчастнейший человек на свете. Счастливейший — потому что он страстно влюблён в самую прекрасную из женщин — Лину, причём она отвечает ему взаимностью. Но Андрей беден, тогда как Лина, избалованная дочка богатых родителей, привыкла жить в достатке и роскоши. Казалось, влюблённый до безумия герой обречён страдать вечно. Но честный труд не приносит ничего, кроме жалких крох. И тогда его страсть приобретает совсем нездоровый оттенок. Любовь к изнеженной блондинке вынуждает Андрюшу переступить роковую черту.
Познакомившись с состоятельной вдовой Анной Сергеевной и её лучшей подругой Любой, Андрей постепенно завоёвывает их доверие, одновременно разрабатывая хитрый план. Зная, что Анна Сергеевна увлекается лотерейными билетами, Андрей подделывает номер в якобы только что вышедшей таблице розыгрышей, убеждая Анну Сергеевну в том, что именно её билет выиграл сто тысяч долларов. Чтобы вдова могла убедиться в правдивости его слов, он просит её позвонить в банк, однако подменяет телефонную книгу, вписывая в качестве телефона банка телефон общественного туалета, где работают знакомые Лины. Лина по телефону сообщает Анне Сергеевне выигрышный номер, который действительно совпадает с номером билета у вдовы. Сам же Андрей говорит, что ему нужно срочно уехать в Париж к невесте, и просит Анну Сергеевну и Любу одолжить ему семь тысяч долларов. Узнав о выигрыше, они соглашаются. Андрей исчезает, а на следующий день Анна Сергеевна с Любой узнают в банке, что никакого розыгрыша ста тысяч долларов не было.
Фильм заканчивается сценой в трамвае, когда Анна Сергеевна и Люба едут домой из милиции. Слепой нищий рассказывает, что однажды у него выпали деньги, и он попросил прохожего поднять их. Тот деньги поднял, но сказал, что нищему он их не отдаст, потому что ему самому они нужнее.

## В ролях
| Актёр             | Роль                                 |
| ----------------- | ------------------------------------ |
| Георгий Делиев    | Андрей (настройщик роялей)           |
| Алла Демидова     | Анна Сергеевна (состоятельная вдова) |
| Нина Русланова    | Люба (обеспеченная вдова)            |
| Рената Литвинова  | Лина                                 |
| Сергей Бехтерев   | брачный аферист                      |
| Юрий Шлыков       | мужчина, желающий познакомиться      |
| Леонид Павловский |                                      |
| Ута Кильтер       | продавщица                           |
| Жан Даниэль       | муж Тани                             |
| Наталья Бузько    | Таня (сотрудница платного туалета)   |
| Анатолий Падука   |                                      |
| Владимир Комаров  |                                      |
| Ольга Попова      | бомж в кафе                          |

## Съёмочная группа
- Режиссёр: Кира Муратова
- Автор сценария: Сергей Четвертков (при участии Евгения Голубенко и Киры Муратовой)
- Оператор: Геннадий Карюк
- Художник-постановщик: Евгений Голубенко
- Композитор: Валентин Сильвестров
- Художник по костюмам: Руслан Хвастов
- Исполнительный продюсер: Владимир Игнатьев
- Продюсер: Сергей Члиянц

## Художественные особенности
В этом фильме Кира Муратова впервые в своих фильмах показала поцелуй. Она отметила в интервью, что «ни разу не видела в кино поцелуя, который бы мне понравился. Вот и решила: дай-ка я попробую сама снять такой поцелуй!».

## Награды
- 3 премии Российской академии кинематографических искусств «Ника» в номинациях «лучшая режиссёрская работа», «лучшая женская роль» — Алла Демидова и «лучшая женская роль второго плана» — Нина Русланова (2005)
- Главный приз «Золотая лилия» «за атмосферу и блестящую игру актёров, погружающую в очаровательный и забавный мир» на 5-м Международном кинофестивале Центрально- и Восточноевропейских фильмов (Висбаден, Германия, 2005)
- 3 награды Международного кинофестиваля «Евразия»: гран-при, приз за лучшую женскую роль — Алла Демидова и лучшую женскую роль второго плана — Нина Русланова (Алма-Ата, 2005)
- Награда Международного кинофестиваля «Стожары»: приз за лучшую мужскую роль — Георгий Делиев
- Премия «Золотой Орёл» за лучшую женскую роль в кино Алле Демидовой, за лучшую женскую роль второго плана Нине Руслановой (2005)[4]